# Kamil Gradek
Kamil Gradek, né le 17 septembre 1990, est un coureur cycliste polonais, membre de l'équipe Bahrain Victorious.

## Biographie
En 2018, il rejoint l'équipe CCC Sprandi Polkowice. L'année suivante, il prend part à son premier grand tour : le Giro. 
En 2020, il remporte le championnat de Pologne du contre-la-montre et termine 20ème des championnats du monde de contre-la-montre. Il participe  également à son second Giro, où il décroche la 9ème place sur la dernier étape chronométrée.
Membre de l'équipe Bahrain Victorious à partir de début 2022, cette équipe annonce en octobre l'extension du contrat de Gradek jusqu'en fin d'année 2024. Il participe au Tour de France 2022 et aux Tour d'Espagne 2023 et 2024. En 2024, il est second du championnat de Pologne de contre-la-montre. 

## Palmarès et classements mondiaux

### Palmarès sur route
- 2011
  -  Champion de Pologne du contre-la-montre espoirs
- 2012
  -  Champion de Pologne du contre-la-montre espoirs
- 2013
  -  Champion de Pologne du contre-la-montre en duo (avec Paweł Bernas)
  - 3e étape du Bałtyk-Karkonosze Tour (contre-la-montre)
  - 2e du Mémorial Henryk Łasak
  - 3e du Bałtyk-Karkonosze Tour
- 2014
  - 3e étape du Tour de Crète
  - Szlakiem Bursztynowym Hellena Tour :
    - Classement général
    - 2e étape (contre-la-montre)

  - Mémorial Andrzej Trochanowski
  - 2e étape de la Course de Solidarność et des champions olympiques
  - Tour de Chine I :
    - Classement général
    - 3e étape

  - 2e de la Visegrad 4 Bicycle Race - GP Czech Republic
  - 2e du championnat de Pologne du contre-la-montre en duo
  - 3e du Tour de Chine II
- 2015
  -  Champion de Pologne du contre-la-montre en duo (avec Paweł Bernas)
  - Mémorial Stanisława Królaka
  - 2e du championnat de Pologne du contre-la-montre
  - 2e du Tour de Sebnitz
- 2016
  - Szlakiem Bursztynowym Hellena Tour :
    - Classement général
    - 2e étape (contre-la-montre)
- 2017
  - Ronde van Midden-Nederland :
    - Classement général
    - 1re étape (contre-la-montre par équipes)
- 2018
  - 3ea étape du Sibiu Cycling Tour (contre-la-montre par équipes)
  - 3e du Szlakiem Walk Majora Hubala
- 2020
  -  Champion de Pologne du contre-la-montre
- 2022
  - 2e du championnat de Pologne du contre-la-montre
- 2023
  - 3e du championnat de Pologne du contre-la-montre
- 2024
  - 2e du championnat de Pologne du contre-la-montre

### Résultats sur les grands tours

#### Tour de France
2 participations
- 2022 : 118e
- 2025 : 155e

#### Tour d'Italie
2 participations
- 2019 : 129e
- 2020 : 104e

#### Tour d'Espagne
2 participations
- 2023 : 130e
- 2024 : 133e

### Classements mondiaux
| Année                                 | 2011 | 2012 | 2013 | 2014 | 2015 | 2016 | 2017 | 2018 | 2019 | 2020 | 2021  | 2022  | 2023  | 2024  |
| ------------------------------------- | ---- | ---- | ---- | ---- | ---- | ---- | ---- | ---- | ---- | ---- | ----- | ----- | ----- | ----- |
| Classement mondial                    |      |      |      |      |      | 852e | 636e | 399e | 844e | 605e | 1794e | 1307e | 1424e | 1173e |
| UCI Europe Tour                       | 828e | nc   | 261e | 80e  | 303e | 674e | 371e | 241e | 613e | 491e | 1231e | 907e  | nc    | nc    |
| UCI Asia Tour                         | nc   | nc   | nc   | 10e  | nc   | nc   | nc   | nc   |      |      |       |       |       |       |
|                                       |      |      |      |      |      |      |      |      |      |      |       |       |       |       |
| Légende : nc = non classéSource : UCI |      |      |      |      |      |      |      |      |      |      |       |       |       |       |

### Palmarès en cyclo-cross
- 2009-2010
  - 3e du championnat de Pologne de cyclo-cross espoirs
- 2010-2011
  - 2e du championnat de Pologne de cyclo-cross espoirs
- 2011-2012
  - 2e du championnat de Pologne de cyclo-cross espoirs